# Pinelo
Pinelo is een plaats (freguesia) in de Portugese gemeente Vimioso en telt 271 inwoners (2001).